# Westray
Westray (skotsky Westree) se svou rozlohou 47,13 km² je v pořadí šestým největším ze sedmi desítek ostrovů v Orknejském souostroví. Z administrativního hlediska je ostrov v rámci Spojeného království součástí skotské správní oblasti Orkneje.

## Geografie
Westray leží v západní části nejsevernější skupiny Orknejských ostrovů. Na severovýchodě je nejblíž menší ostrov Papa Westray. Na jihovýchodě je řada ostrovů, počínaje malými ostrovy Faray a Holm of Faray, přes Eday a Calf of Eday až po velké ostrovy Sanday a Stronsay s menšími ostrůvky v okolí. Zhruba 7 až 10 km směrem na jih od ostrova Westray leží skupina ostrovů, z nichž největší jsou Rousay, Egilsay a Wyre.

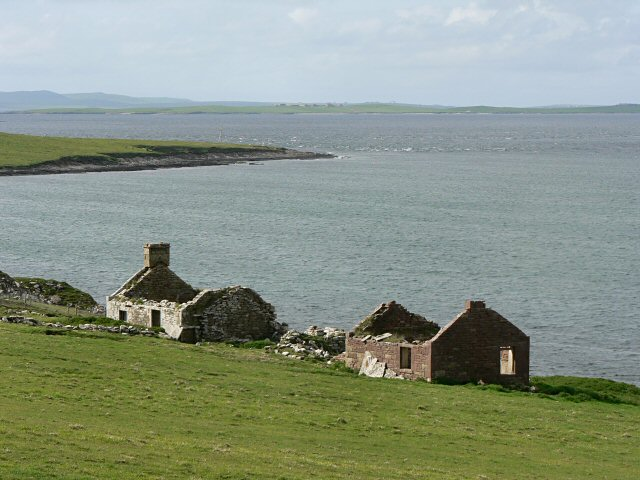
Fitty Hill (na obzoru vlevo vzadu) při pohledu z ostrova Stronsay

Ostrov je protažený ve směru severozápad-jihovýchod v délce zhruba 17 km. Pobřeží je značně členité. Ve vnitrozemí je řada sladkovodních jezer, z nichž největší jsou tři vodní plochy: Loch Saintear, Loch of Burness a Loch of Swartmill. Ostrov převážně tvoří tzv. Old Red Sandstone (v překladu doslova starý červený pískovec), specifická sedimentární hornina devonského stáří, typická pro Orkneje, severní pobřeží Skotska a jih Shetland. Nejvyšším vrcholem 169 metrů vysoký Fitty Hill. Až 76 metrů vysoké útesy na mysu Noup, kde se vyskytují různé druhy mořských ptáků, jsou chráněny jako přírodní rezervace.
Westray patří mezi obydlené ostrovy, podle sčítání zde v roce 2011 žilo 588 obyvatel. Základem zdejší ekonomiky je nejen farmářství a rybolov, ale také podpora turismu. Největším sídlem s počtem kolem jednoho sta obyvatel je přístav Pierowall v zátoce na severovýchodě ostrova. V Pierowallu je pošta, základní a střední škola, obchody, hotel a hasičská stanice. Hlavní přístav trajektů, zajišťujících spojení s ostatními ostrovy, je však v Rapnessu na jihu ostrova. Na nejzazším výběžku poloostrova severně od Pierovallu se nachází malé místní letiště.Let z Westray na sousední Papa Westray, který trvá pouhé dvě minuty, byl uváděn jako nejkratší letecké spojení na světě.

## Historie
Na ostrově Westray je celá řada archeologických lokalit, které dokládají, že tento ostrov byl nepřetržitě osídlen od 3. tisíciletí př. n. l. Mezi nejvýznamnější patří lokalita Links of Noltland u zátoky Grobust Bay na severu ostrova. Eroze písčitého příkrovu pobřežních dun zde odkryla rozsáhlejší sídliště z období neolitu a doby bronzové, které je podle odborníků srovnatelné s prehistorickým sídlištěm Skara Brae na orknejském ostrově Mainland, zapsaným na seznamu Světového dědictví UNESCO. 

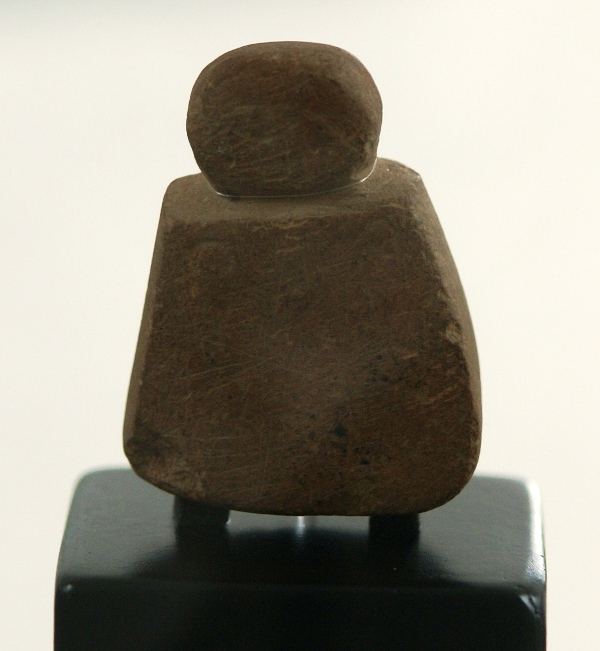
Soška Westray Wife (Žena z Westray) z neolitického sídliště Links of Noltland

Při archeologických vykopávkách, které zde probíhají od konce 70. let 20. století až do prvních dekád 21. století, byly prozkoumány pozůstatky dvou desítek domů včetně jedné rozsáhlejší zděné usedlosti, označované jako Grobust house. Kromě mnoha různých pazourkových a kamenných nástrojů, keramiky a kostí zde byla v roce 2009 nalezena 4 cm velká primitivní soška ženy, vyřezaná z kamene, které se přezdívá „Orknejská Venuše“. Od té doby zde byly objeveny ještě čtyři neolitické sošky a řada dalších vyřezávaných a ozdobných předmětů z kamene a kostí.
Na několika místech ostrova jsou pozůstatky neolitických komorových hrobů, jako je například Howa Tower v jihozápadním vnitrozemí.Jen asi 400 metrů západně od sídliště Links of Noltland se na pobřeží v místě zvaném Queena Howe nebo Knowe of Queen nacházejí zbytky brochu z doby železné. Ruiny dalšího brochu Knowe o'Burristae, silně narušené erozí, se nacházejí na jihozápadním pobřeží.
Na ostrově Westray existují i četné historické lokality ze středověké éry vikingské nadvlády nad Orknejským souostrovím, jako například v Tuquoy, Quoygrew a v Langskaill, které jsou rovněž předmětem archeologického průzkumu. Za nejpůsobivější raně novověkou památku nejen na Westray, ale i na celých Severních ostrovech, tj. Orknejích a Shetlandech, je považován hrad Noltland Castle ze 16. století, který se nachází necelého 0,5 km západně od Pierowallu.Hrad si zde nechal vybudovat kolem roku 1560 skotský vojenský velitel Gilbert Balfour, který získal ostrov Westray do vlastnictví sňatkem se sestrou orknejského biskupa Adama Bothwella. V roce 1674 byl v Pierowallu na základech středověké církevní stavby ze 13. století postaven kostel Lady Kirk.
V roce 1898 byl na severozápadním mysu Noup Head vybudován maják. Od roku 1964 je jeho provoz automatizovaný, v roce 2000 byl maják vybaven solárními panely.

## Galerie

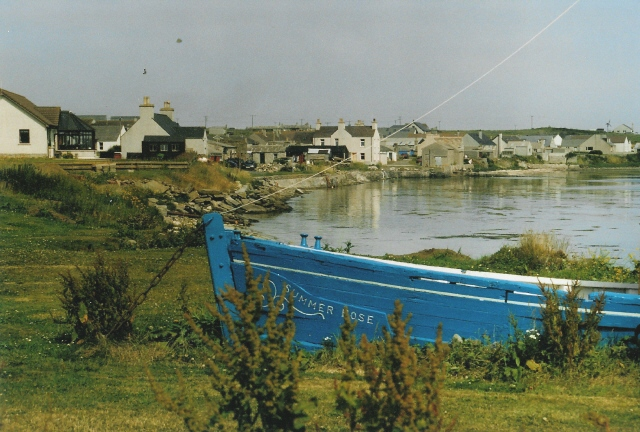
Pobřeží zátoky v Pierowallu
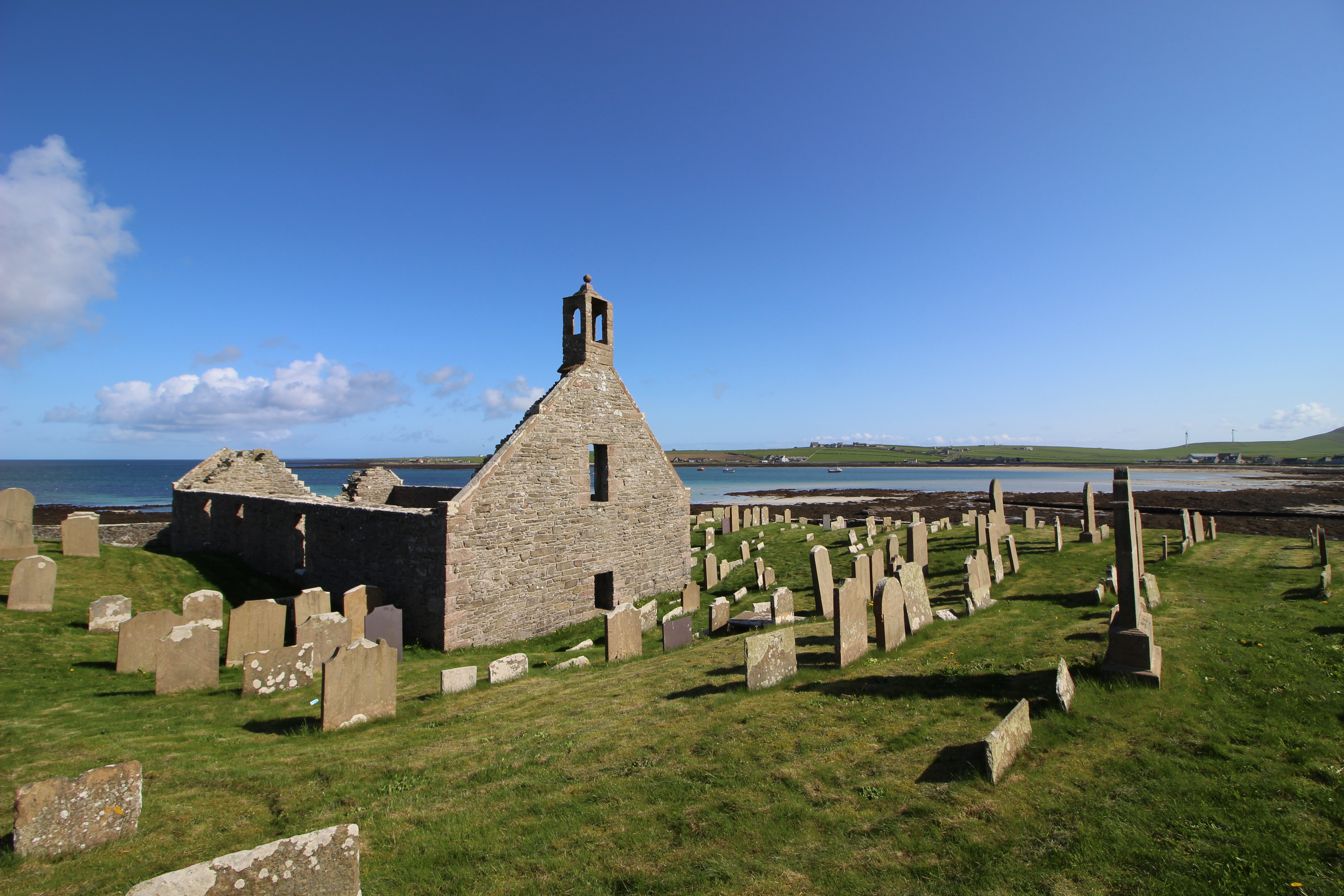
Kostel Lady Kirk a hřbitov v Pierowallu
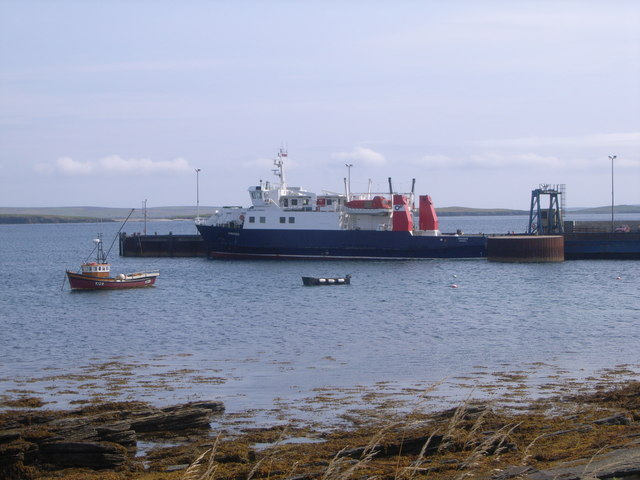
Přístav trajektů v Rapnessu
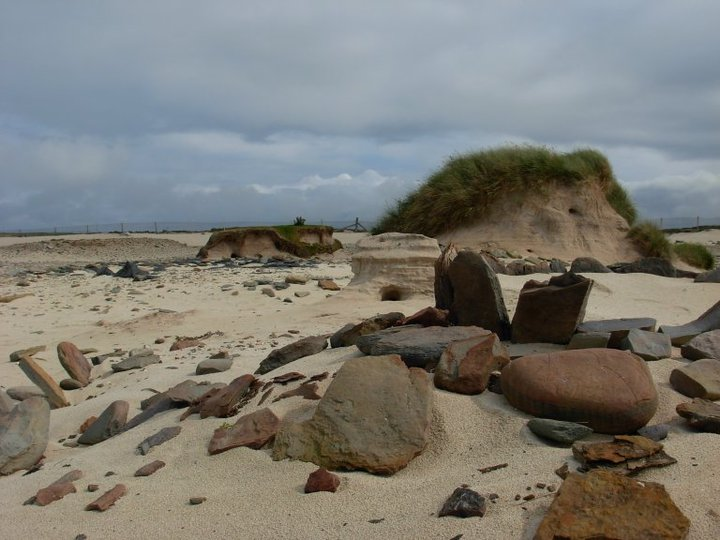
Archeologická lokalita Links of Noltland
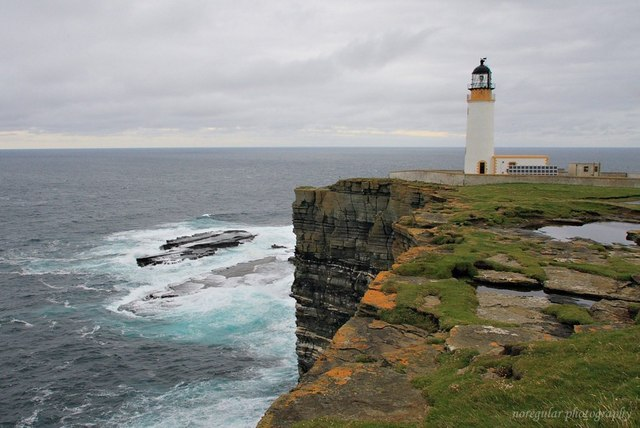
Maják na mysu Noup Head
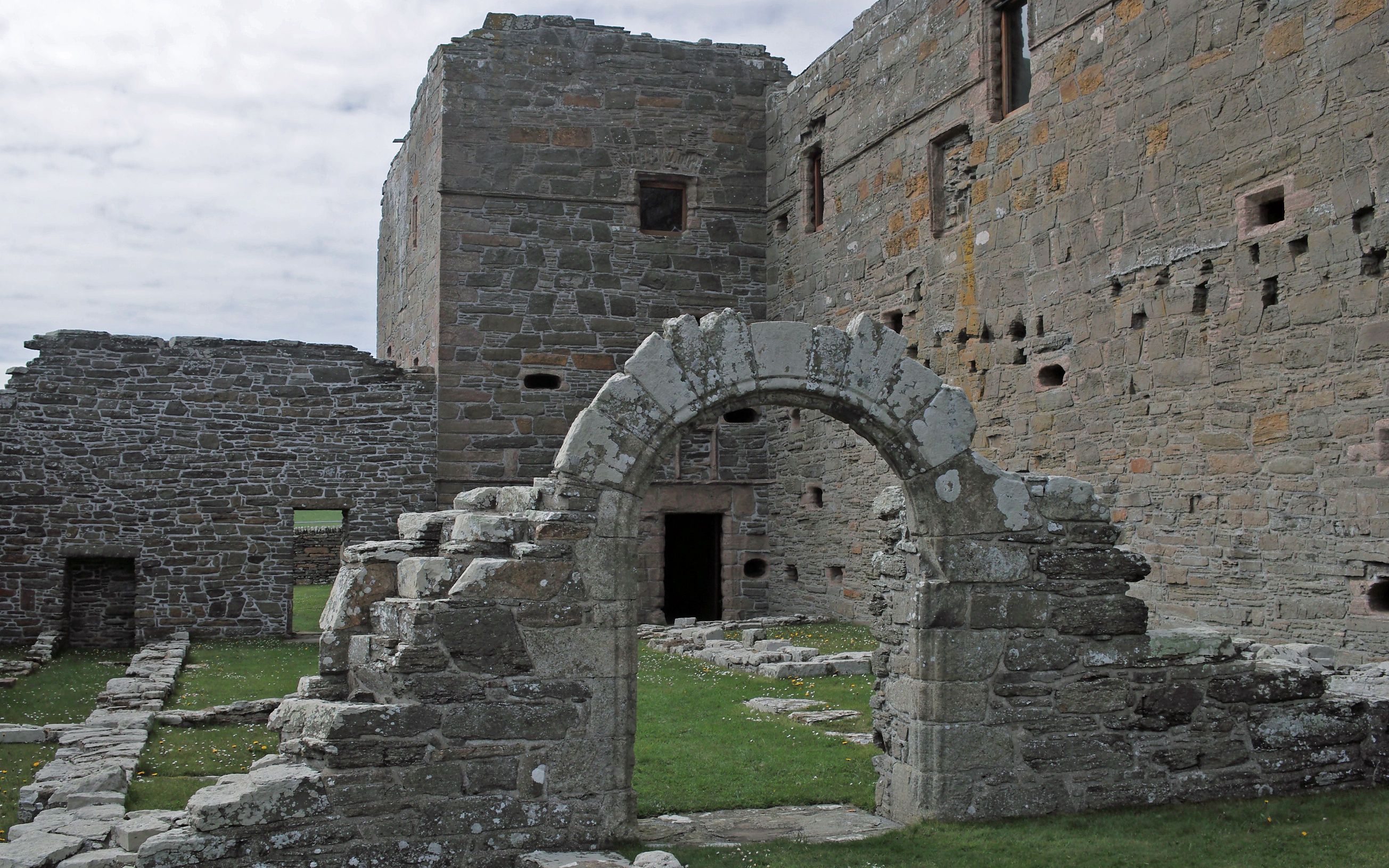
Zříceniny hradu Noltland nedaleko Pierowallu